# 新乡市第一中学

## 簡介
新乡市第一中学，是一所位于河南省新乡市的省级重点高中，学生7000余人，教师420人，占地75,550平方米。是首批河南省示范性普通高中，全国百强中学，曾于1979年受到国务院的嘉奖。其前身为创建于1940年的河南省立新乡中学和创建于1940年10月的晋冀鲁豫边区政府太行公立新乡中学。1949年7月合并后仍命名为太行公立新乡中学。

## 学校历史
1958年，河南省教育厅授予新乡一中河南省重点高中称号。
1989年，学校开设少儿班。
2005年2月，学校被授予省级示范性普通高中称号。
2006年，新校区投入使用。
2013年，东校区建成，投入使用，原新校区改称南校区。